# Najrã
Najrã (em árabe: نجران‎; romaniz.: Naǧrān) é uma cidade da Arábia Saudita, capital da região de Najrã. Está a 1 293 metros de altitude e segundo censo de 2010, havia 298 288 habitantes.